# O-fosfoseril-tRNKSec kinaza
O-fosfoseril- kinaza (EC 2.7.1.164, PSTK, fosfoseril-tRNK(Ser)Sec kinaza, fosfoseril-tRNKSec kinaza) je enzim sa sistematskim imenom ATP:L-seril-tRNKSec O-fosfotransferaza. Ovaj enzim katalizuje sledeću hemijsku reakciju
ATP + -seril- {\displaystyle \rightleftharpoons } ADP + O-fosfo-L-seril-tRNKSec
Kod arheja i eukarija formiranje selenocisteina se ostvaruje u dva stupnja: O-fosfoseril-tRNKSec kinaza (PSTK) fosforiliše endogeni L-seril-tRNKSec do O-fosfo-L-seril-tRNKSec, i zatim se taj intermedijer konvertuje do L-selenocisteinil-tRNKSec posredstvom enzima EC 2.9.1.2 (Sep-tRNK:Sec-tRNK sintaza).

## Literatura
- Nicholas C. Price; Lewis Stevens (1999). Fundamentals of Enzymology: The Cell and Molecular Biology of Catalytic Proteins (Third изд.). USA: Oxford University Press. ISBN 019850229X.
- Eric J. Toone (2006). Advances in Enzymology and Related Areas of Molecular Biology, Protein Evolution (Volume 75 изд.). Wiley-Interscience. ISBN 0471205036.
- Branden C; Tooze J. Introduction to Protein Structure. New York, NY: Garland Publishing. ISBN 0-8153-2305-0.
- Irwin H. Segel. Enzyme Kinetics: Behavior and Analysis of Rapid Equilibrium and Steady-State Enzyme Systems (Book 44 изд.). Wiley Classics Library. ISBN 0471303097.
- William P. Jencks (1987). Catalysis in Chemistry and Enzymology. Dover Publications. ISBN 0486654605.

## Spoljašnje veze
- O-phosphoseryl-tRNASec+kinase на 